# Gary Pearse
Gary Keith Pearse (Sydney, 8 febbraio 1953) è un ex rugbista a 15 australiano, in carriera attivo nel ruolo di terza linea ala e 9 volte internazionale per l'Australia.

## Biografia
Gioca a livello di club con il Randwick in Shute Shield; nel 1978-79 disputa una stagione in Italia alla S.S. Lazio nel campionato di Serie A.
Dal 1975 al 1982 gioca 13 partite con i Waratahs, club rappresentante il New South Wales Rugby Union.
Nel 1975 viene selezionato con Nazionale australiana per prendere parte al tour 1975-76, esordendo ufficialmente a livello internazionale il 20 dicembre a Cardiff contro il Galles.
Nel 1978 viene convocato per disputare la Bledisloe Cup, giocando tutti e tre i match contro la Nuova Zelanda che, tuttavia, si aggiudicò la serie (1-2).
Tra gli anni ottanta e novanta è il CEO della New South Wales Rugby Union.

## Palmarès
- Shute Shield: 8
Randwick: 1973, 1974, 1978, 1979, 1980, 1981, 1982, 1984